# Hungría en los Juegos Olímpicos de Múnich 1972
Hungría estuvo representada en los Juegos Olímpicos de Múnich 1972 por un total de 232 deportistas que compitieron en 20 deportes.  
El portador de la bandera en la ceremonia de apertura fue el atleta Gergely Kulcsár.

## Medallistas
El equipo olímpico húngaro obtuvo las siguientes medallas:
| Nombre                                                                                  | Deporte            | Competición                     |
| --------------------------------------------------------------------------------------- | ------------------ | ------------------------------- |
| Oro                                                                                     |                    |                                 |
| György Gedó                                                                             | Boxeo              | Minimosca (48 kg) M             |
| Csaba Fenyvesi                                                                          | Esgrima            | Espada ind. M                   |
| Sándor Erdős Csaba Fenyvesi Győző Kulcsár István Osztrics Pál Schmitt                   | Esgrima            | Espada por eqs. M               |
| Imre Földi                                                                              | Halterofilia       | 56 kg M                         |
| Csaba Hegedűs                                                                           | Lucha grecorromana | 82 kg M                         |
| András Balczó                                                                           | Pentatlón moderno  | Individual M                    |
| Plata                                                                                   |                    |                                 |
| László Orbán                                                                            | Boxeo              | Ligero (60 kg) M                |
| János Kajdi                                                                             | Boxeo              | Wélter (67 kg) M                |
| Jenő Kamuti                                                                             | Esgrima            | Florete ind. M                  |
| Péter Marót                                                                             | Esgrima            | Sable ind. M                    |
| Ildikó Bóbis                                                                            | Esgrima            | Florete ind. F                  |
| Ildikó Bóbis Ildikó Rónay Ildikó Schwarczenberger Mária Szolnoki Ildikó Rejtő           | Esgrima            | Florete por eqs. F              |
| Equipo                                                                                  | Fútbol             | Torneo M                        |
| Lajos Szűcs                                                                             | Halterofilia       | 52 kg M                         |
| Andrea Gyarmati                                                                         | Natación           | 100 espalda F                   |
| András Balczó Zsigmond Villányi Pál Bakó                                                | Pentatlón moderno  | Equipo M                        |
| József Deme János Rátkai                                                                | Piragüismo         | K2 1000 m M                     |
| Tamás Wichmann                                                                          | Piragüismo         | C1 1000 m M                     |
| Equipo                                                                                  | Waterpolo          | Torneo M                        |
| Bronce                                                                                  |                    |                                 |
| András Botos                                                                            | Boxeo              | Pluma (57 kg) M                 |
| Győző Kulcsár                                                                           | Esgrima            | Espada ind. M                   |
| Péter Marót Péter Bakonyi Pál Gerevich Tamás Kovács Tibor Pézsa                         | Esgrima            | Sable por eqs. M                |
| Ilona Békési Mónika Császár Márta Kelemen Anikó Kéry Krisztina Medveczky Zsuzsanna Nagy | Gimnasia artística | Concurso completo por eqs. F    |
| Sándor Holczreiter                                                                      | Halterofilia       | 52 kg M                         |
| János Benedek                                                                           | Halterofilia       | 60 kg M                         |
| György Horváth                                                                          | Halterofilia       | 82,5 kg M                       |
| Ferenc Kiss                                                                             | Lucha grecorromana | 100 kg M                        |
| László Klinga                                                                           | Lucha libre        | 57 kg M                         |
| Károly Bajkó                                                                            | Lucha libre        | 90 kg M                         |
| József Csatári                                                                          | Lucha libre        | 100 kg M                        |
| András Hargitay                                                                         | Natación           | 400 m estilos M                 |
| Andrea Gyarmati                                                                         | Natación           | 100 m mariposa F                |
| Géza Csapó                                                                              | Piragüismo         | K1 1000 m M                     |
| Anna Pfeffer                                                                            | Piragüismo         | K1 500 m F                      |
| Lajos Papp                                                                              | Tiro               | Rifle en tres posiciones 50 m M |